# 1965 van de Kamp
Az 1965 van de Kamp (ideiglenes jelöléssel 2521 P-L) a Naprendszer kisbolygóövében található aszteroida. Cornelis Johannes van Houten, Ingrid van Houten-Groeneveld és Tom Gehrels fedezte fel 1960. szeptember 24-én.